# Sam Fisher (cyclisme)
Pour les articles homonymes, voir Fisher.
Sam Fisher, né le 12 juin 2006 à Llantrisant, est un coureur cycliste britannique, originaire du Pays de Galles. Au cours de sa carrière, il participe à des compétitions sur route et sur piste.

## Biographie
En 2021 et 2022, Sam Fisher se distingue sur piste en remportant plusieurs plusieurs titres de champion de Grande-Bretagne, dans sa catégorie d'âge,,. Grâce à ses performances, il intègre le programme junior de la Great Britain Cycling Academy. Il participe à l'édition 2023 des Jeux du Commonwealth de la jeunesse, où il se classe deuxième de la poursuite individuelle et de la course aux points. 
Lors de la saison 2024, il parvient à devenir champion de Grande-Bretagne de poursuite par équipes et du scratch chez les élites. Il s'adjuge aussi le titre de champion national junior dans l'américaine, aux côtés de son compatriote Finlay Tarling. La même année, il obtient la médaille de bronze dans la poursuite par équipes aux championnats du monde juniors, avec la sélection britannique. Il termine également troisième de la course aux points et de la poursuite par équipes aux championnats d'Europe juniors. 

## Palmarès sur piste

### Championnats du monde
| Édition / Épreuve      | Poursuite par équipes |
| Luoyang 2024 (juniors) | Bronze                |

### Championnats d'Europe
| Édition / Épreuve      | Poursuite par équipes | Course aux points |
| Cottbus 2024 (juniors) | Bronze                | Bronze            |

### Jeux du Commonwealth de la jeunesse
- Port-d'Espagne 2023
  -  Médaillé d'argent de la poursuite
  -  Médaillé d'argent de la course aux points

### Championnats nationaux
- 2021
  -  Champion de Grande-Bretagne du scratch U17
  -  Champion de Grande-Bretagne de l'américaine U17 (avec Finlay Tarling)
- 2022
  -  Champion de Grande-Bretagne du scratch U17
  -  Champion de Grande-Bretagne de course aux points U17
  -  Champion de Grande-Bretagne de l'américaine U17 (avec Finlay Tarling)
  - 2e du championnat de Grande-Bretagne de poursuite U17
- 2024
  -  Champion de Grande-Bretagne du scratch
  -  Champion de Grande-Bretagne de poursuite par équipes (avec William Roberts, William Salter et Finlay Tarling)
  -  Champion de Grande-Bretagne de l'américaine juniors (avec Finlay Tarling)
  - 2e du championnat de Grande-Bretagne du scratch juniors
  - 3e du championnat de Grande-Bretagne de poursuite juniors
- 2025
  - 2e du championnat de Grande-Bretagne du scratch

## Palmarès sur route
- 2024
  - 3e du Junior Tour of the North West